# Josef Zauritz
Josef Zauritz (5 de diciembre de 1897, Nitterwitz, Silesia, Prusia, Imperio alemán - 31 de enero de 1933, Berlín, Tercer Reich) fue un oficial de policía alemán. Zauritz se había unido a la Schutzpolizei prusiana en la década de 1920. Se hizo conocido como una de las dos primeras víctimas después de la toma del poder por los nacionalsocialistas en enero de 1933.

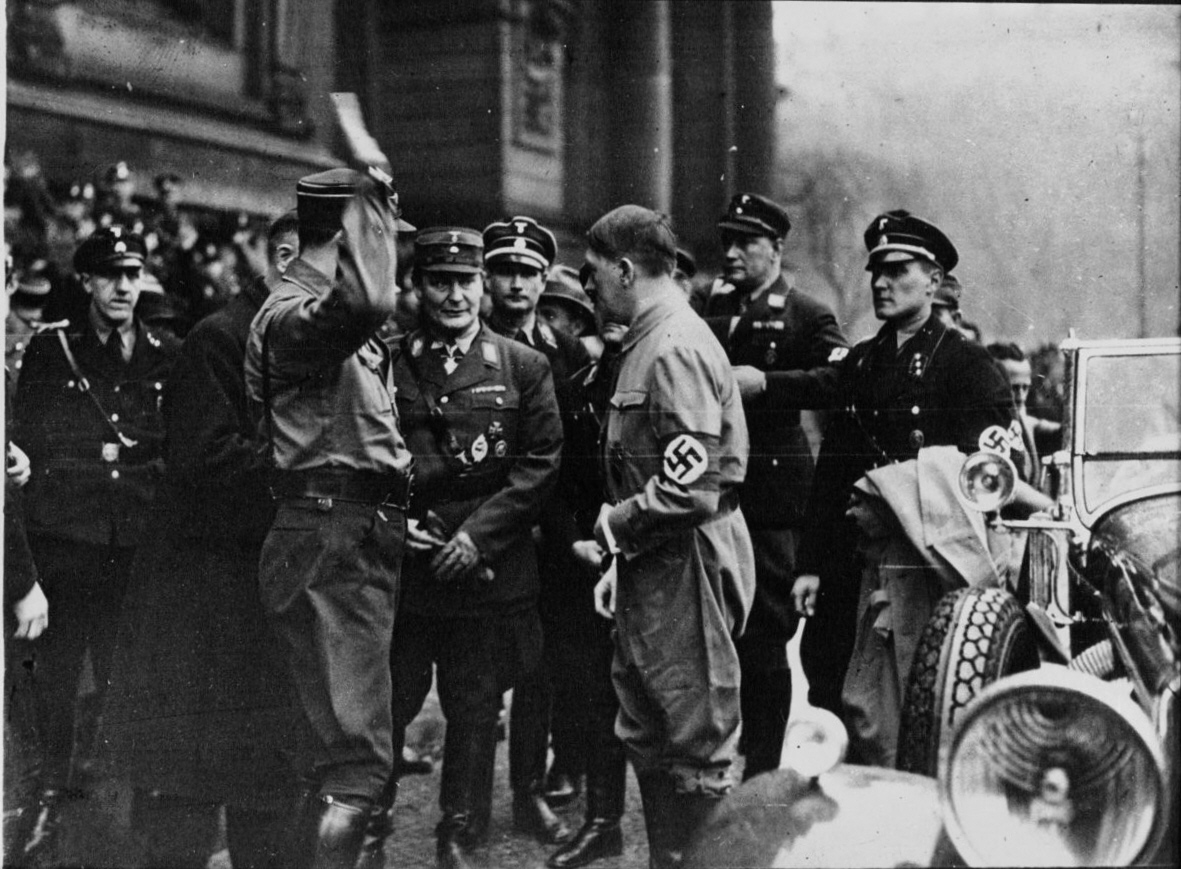
Funeral de estado de Maikowski y Josef Zauritz, 5 de febrero de 1933 en Berlín.

## Asesinato
El oficial Zauritz estaba en 1933 estación de policía 131 en el distrito de Charlottenburg en Berlín. Después de la procesión de las antorchas por el distrito gubernamental, con el cual la SA de Berlín celebró el nombramiento de Adolf Hitler como canciller en la noche del 30 de enero de 1933, Zauritz acompañó a una sección de la Sturm 33 de Charlottenburg SA en su camino de regreso a su distrito natal como oficial de policía supervisora.
La columna SA hizo un desvío provocativo a través de Wallstraße, un bastión del Partido Comunista de Alemania (KPD). Alrededor de la medianoche hubo un tiroteo en el que Zauritz y SA-Sturmführer, Hans Maikowski, murieron. Las circunstancias del hecho nunca pudieron ser aclaradas finalmente. Los dos hombres fueron los primeros en morir después de que los nacionalsocialistas llegaron al poder en una colisión de nacionalsocialistas y comunistas.
La propaganda nacionalsocialista atacó el incidente al publicar en los periódicos la versión de que la SA migratoria de Heim había sido emboscada por comunistas, con los dos hombres heridos de muerte. Como resultado, enalteció a Hans Maikowski en mártir de la encuesta nacional y relacionó el incidente con el apoyo propagandístico de las medidas terroristas en curso contra el KPD: para los dos muertos tuvo lugar un funeral en la Catedral de Berlín, en el que aparecieron Adolf Hitler y Hermann Göring. El católico Zauritz fue enterrado en su tierra natal de Silesia.
En 1965, una denuncia anónima dirigida a la Fiscalía de Berlín nombró a personas de las filas de Charlottenburger SA Sturm 33 como autores de los casos de asesinato de Maikowski/Zauritz y en el caso del clarividente Hanussen . Como resultado, el fiscal reabrió ambos casos. En el curso de la investigación, se encontraron dos exmiembros de las SA que habían presenciado los acontecimientos en Wallstrasse. Ambos acordaron haber visto que fue el hombre de las SA Alfred Buske (1912-1934) quien disparó tanto a Zauritz como a Maikowski. Clasificado por la fiscalía en el Centro de Documentos de Berlín, fechada el 14 de febrero de 1943, nota secreta para el Jefe de la Ordnungspolizei, Kurt Daluege confirmó este evento.